# 北特伦德拉格

北特伦德拉格郡在挪威的位置

北特伦德拉格（挪威語： 聆听ⓘ）是挪威中部已撤銷的郡，首府为斯泰恩谢尔。北特伦德拉格郡面积22,412平方公里，人口129,069（2007年），曾是挪威人口第16大郡。
2018年1月1日，北特伦德拉格郡和南特伦德拉格郡合并为特伦德拉格郡。

## 市镇
北特伦德拉格郡有23个市镇，如下：
| 北特伦德拉格郡市镇 | 1. 弗拉唐厄爾（Flatanger） 2. 福斯內斯（Fosnes） 3. 弗羅斯塔（Frosta） 4. 格龙（） 5. 惠蘭訥（Høylandet） 6. 因德勒于（Inderøy） 7. 萊卡（） 8. 萊克斯維克（Leksvik） 9. 莱旺厄尔（Levanger） 10. 利耶內（Lierne） 11. 梅羅克（Meråker） 12. 莫斯維克（Mosvik，2012年1月1日併入因德勒于） 13. 奈略（） 14. 納姆達爾塞德（Namdalseid） 15. 纳姆索斯（Namsos） 16. 纳姆斯库甘（Namsskogan） 17. 奧沃爾哈拉（Overhalla） 18. 略爾維克（Røyrvik） 19. 斯諾薩（Snåsa） 20. 斯泰恩谢尔（Steinkjer） 21. 斯彻达尔（Stjørdal） 22. 韋爾達爾（Verdal） 23. 韋爾蘭（Verran） 24. 維克納（Vikna） |